# Adrien De Witte

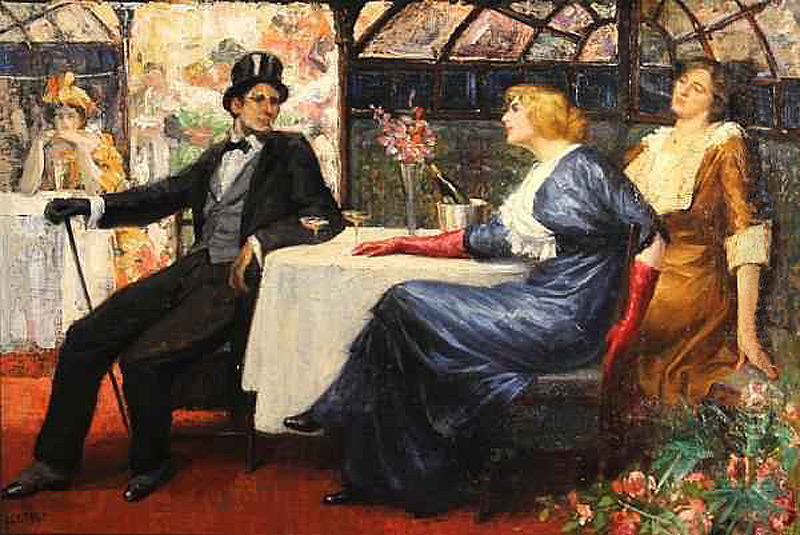
Im Kaffeehaus

Adrien Lambert Jean de Witte de Limminghe (* 2. August 1850 in Lüttich; † 25. Juni 1935 ebenda) war ein belgischer Maler, Zeichner und Radierer.

## Leben
De Witte studierte an der Académie royale des beaux-arts de Liège bei August Chauvin und Prosper Drion. Ab 1870 teilte er das Atelier mit Léon Mignon. Nach dem Studium verbrachte er die Jahre von 1872 bis 1873 in Italien. Von 1879 bis 1884 war er in Rom als Stipendiat der Lambert-Darchis-Stiftung tätig.
Nach der Heimkehr nach Lüttich wurde er 1884 zum Zeichenprofessor an der Akademie der bildenden Künste berufen. Dort unterrichtete er bis 1921. Zu seinen Studenten gehörten u. a. Émile Berchmans, Auguste Donnay und Armand Rassenfosse. Als Nachfolger von Évariste Carpentier bekleidete er von 1910 bis 1913 den Posten des Direktors der Akademie. Er radierte überwiegend Vignetten, Buchillustrationen und Titelblätter.
De Witte de Limminghe war seit dem 15. Februar 1905 korrespondierendes Mitglied beim „Institut archéologique liégeois“ und wohnte in der rue Bassenge Nr. 17 in Liège.

## Werke (Auswahl)
Radierungen
- La Lessiveuse (nach seinem Gemälde im Musée de Liège 1880)
- Portrait de Félicien Rops (um 1895)[2]
- Tête de femme de profil
- Jeune femme appuyée lisant
- Portrait de M. Z.
- Tête de femme baissée
- Effet de lumière
- Paysan italien mangeant
- La Botteresse au bâton[3]